# Deuda incobrable
La deuda incobrable, ocasionalmente denominada gasto de cuentas incobrables, es un monto monetario adeudado a un acreedor cuya probabilidad de pago es tan baja que el acreedor no está dispuesto a tomar medidas de cobro por varias razones, a menudo debido a que el deudor no tiene dinero para pagar, por ejemplo cuando una empresa entra en liquidación o insolvencia. Una alta tasa de morosidad se produce cuando una empresa no es eficaz en la gestión de su procesos de crédito y cobranza. Si la verificación de crédito de un nuevo cliente no es exhaustiva o el equipo de cobranza no se comunica de manera proactiva para recuperar los pagos, una empresa enfrenta el riesgo de una deuda incobrable alta. Existen varias definiciones técnicas de lo que constituye una deuda incobrable, dependiendo de las convenciones contables, el tratamiento regulatorio y las provisiones de la institución. En los Estados Unidos, los préstamos bancarios con más de noventa días de atraso se convierten en "préstamos problemáticos". Las fuentes contables aconsejan que el importe total de una deuda incobrable se dé de baja en la cuenta de pérdidas y ganancias o una provisión para deudas incobrables tan pronto como esté previsto.

## Deuda dudosa
Las deudas dudosas son aquellas deudas que una empresa o individuo es poco probable que pueda cobrar. Las razones de la posible falta de pago pueden incluir disputas por exceso de oferta, entrega, la condición del artículo o la apariencia de estrés financiero dentro de las operaciones de un cliente. Cuando se produce tal controversia, es prudente añadir esta deuda o parte de ella al fondo de reserva de deuda dudosa. Esto se hace para evitar sobreestimar los activos de la empresa, ya que los deudores comerciales se informan netos de la deuda dudosa. Cuando ya no hay ninguna duda de que esa deuda no se podrá cobrar, entonces la deuda se considera incobrable. Por ejemplo, una deuda se convertiría en incobrable después que se hayan realizado los pagos finales de una liquidación de la sociedad de responsabilidad limitada de un cliente, y ya no se pueden tomar medidas adicionales.

## Reserva de deuda dudosa
También conocida como reserva de deudas incobrables, es una contracuenta que figura en la sección de activos circulantes del balance general. La reserva mantiene una cantidad de dinero para permitir una reducción en el libro de cuentas por cobrar debido a la falta de cobro de las deudas. Esto también puede denominarse una asignación para deudas incobrables. Una vez que una deuda dudosa se vuelve incobrable, el monto será castigado.